# Anton Kreißl

Anton Kreißl

Anton Kreißl (* 14. Februar 1895 in Hochlibin; † 28. Juni 1945 in Rabstein) war ein sudetendeutscher Rechtsanwalt, Mitglied des Reichstags und SS-Führer, zuletzt im Rang eines SS-Brigadeführers.

## Leben
Kreißl war ein Sohn des Hochlibiner Gutsbesitzers Anton Kreißl, der sein Gut 1898 an den Brauereiunternehmer Theodor Dreher verkauft hatte. Er besuchte bis 1914 das Gymnasium in Tetschen. Schon während seiner Schulzeit war er Mitglied völkisch-orientierter Schülerorganisationen, weswegen er mehrfach von der Schulbehörde bestraft wurde. Nach Abschluss seiner Schullaufbahn studierte er bis zum Eintritt in die Armee Rechtswissenschaft an der Universität Prag, wo er 1918 der Burschenschaft Constantia (heute Münchener Burschenschaft Sudetia) beitrat, und in Innsbruck. Zwischen 1915 und 1918 nahm Kreißl als Offizier der k.u.k. Armee auf Seiten Österreich-Ungarns am Ersten Weltkrieg teil. Von Dezember 1915 bis 1918 war er an Fronteinsätzen in Russland und Italien beteiligt. Nach Kriegsende war er Angehöriger der Sudetendeutschen Volkswehr. Kreißl begründete den sudetendeutschen nationalsozialistischen Studentenbund in Prag und war dessen 1. Vorsitzender. Kreißl wurde 1919 Mitglied der DNSAP und nahm Aufgaben in deren Führungsebene wahr. Er setzte sein Studium im selben Jahr fort und promovierte 1921 in Innsbruck zum Dr. jur. Bis 1926 war Kreißl danach Rechtsanwaltsanwärter. Zudem begründete er den sudetendeutschen nationalsozialistischen Juristenbund und war ebenfalls dessen Vorsitzender bis zum Verbot dieser Organisation im Herbst 1933. Ab 1931 war er im Stadtrat von Bodenbach. Nach dem Verbot der DNSAP 1933 verlor er sämtliche öffentlichen Ämter. Von 1926 bis Anfang Oktober 1938 war Kreißl als Rechtsanwalt in Bodenbach und Tetschen tätig. Kreißl war Mitglied der SdP, wurde aber im Mai 1936 wegen Treulosigkeit aus der Partei ausgeschlossen. Nach wenigen Monaten wurde er auf Druck des Deutschen Reichs wieder in die Partei aufgenommen und gehörte ab Oktober 1936 dem Führungsrat der Partei an. Zudem war er dort Hauptleiter für Selbstverwaltung. Er leitete auch das Rechtsamt der Partei. Außerdem war Kreißl der Vertreter des NSDAP-Reichshauptstellenleiters Hans Krebs im Sudetenland. Am 23. August 1938 wurde er Bürgermeister von Bodenbach.
Kreißl wurde nach der Ergänzungswahl am 4. Dezember 1938 Mitglied des nationalsozialistischen Reichstages für die, durch das Münchener Abkommen dem Deutschen Reich zugeschlagenen, sudetendeutschen Gebiete. Bis zum Frühjahr 1945 war Kreißl Reichstagsabgeordneter der NSDAP, da die SdP bereits im Herbst 1938 in die NSDAP eingegliedert wurde. Kreißl trat zum 1. November 1938 der NSDAP bei (Mitgliedsnummer 6.600.842) und schloss sich auch der SS an (SS-Nummer 313.996), in der er im November 1942 den Rang eines Brigadeführers erreichte. Kreißl wurde im Februar 1939 Gauamtsleiter für Kommunalpolitik, Gauhauptmann im Sudetenland, Leiter der Reichsgaudienststelle des Deutschen Gemeindetages sowie der Verwaltungsakademie Reichenberg und ab November 1940 Gauorganisationsleiter der NSDAP. Am 30. Januar 1943 erhielt er das Goldene Parteiabzeichen der NSDAP. Ab September 1943 leitete er als Nachfolger von Friedrich-Karl Surén die Kommunalabteilung im Reichsinnenministerium. Zudem wurde er persönlicher Sachbearbeiter von Heinrich Himmler. Nach Kriegsende wurde Kreißl im Lager Rabstein interniert, wo er im Juni 1945 ermordet wurde.